# Erik Zevenhuizen
Erik Zevenhuizen (Heemskerk, 1962) is een Nederlandse historicus die is gespecialiseerd in de geschiedenis van de biologie. Hij is verbonden aan de Universiteit van Amsterdam. 
Zevenhuizen studeerde geschiedenis aan de Universiteit van Amsterdam. In 1996 ontdekte hij op de zolder van Reinout de Vries in Tilburg correspondentie tussen Charles Darwin en Reinouts overgrootvader Hugo de Vries. In 2008 promoveerde Zevenhuizen aan de Universiteit van Amsterdam op het proefschrift Vast in het spoor van Darwin. In de voetsporen van Hugo de Vries. Dit proefschrift werd vervolgens door uitgeverij Atlas uitgegeven als boek.
Samen met Onno Wijnands en Johannes Heniger was Zevenhuizen verantwoordelijk voor het boek Een sieraad voor de stad: de Amsterdamse Hortus Botanicus: 1638-1993, dat handelt over de geschiedenis van de Hortus Botanicus Amsterdam en in 1994 bij Amsterdam University Press verscheen. In 1998 verscheen onder de titel Oh Wies, 't is hier zo mooi!, een door Zevenhuizen samengestelde bloemlezing van de brieven van De Vries over zijn reizen naar Amerika (1904-1912). Samen met Piet de Boer vormde Zevenhuizen de redactie van het in 1998 verschenen boek Maerten van Heemskerck 1498-1574: 'constigh vermaert schilder', dat handelt over kunstschilder Maerten van Heemskerck.
Samen met Ferry Bouman en Bob Baljet is Zevenhuizen verantwoordelijk voor Kruidenier aan de Amstel: De Amsterdamse Hortus volgens Johannes Snippendaal (1646), dat in 2007 bij Amsterdam University Press verscheen. Het boek handelt over Johannes Snippendaal en de oorspronkelijke Amsterdamse Hortus Medicus. 
Namens de Stichting Academisch Erfgoed werkte Zevenhuizen voor het Landelijk Project Academische Onderwijsplaten.